# Fidelis Gadzama
Fidelis Gadzama, född den 20 oktober 1979, är en nigeriansk friidrottare som tävlar i kortdistanslöpning.
Gadzamas främsta merit är att han ingick i det nigerianska stafettlaget över 4 x 400 meter som blev silvermedaljörer vid Olympiska sommarspelen 2000. Gadzama deltog bara i semifinalen och var utbytt till finalen. I finalen slutade Nigeria tvåa efter USA men USA blev senare diskvalificerade eftersom Antonio Pettigrew varit dopad. Emellertid har inte IOK förändrat resultaten så Nigeria är fortfarande silvermedaljörer.

## Personliga rekord
- 400 meter - 45,59